# Malaltia minoritària
Una malaltia minoritària, malaltia poc freqüent o malaltia rara és una malaltia que amenaça la vida o causa discapacitat crònica i que té una prevalença tan baixa que requereix esforços combinats especials per fer-li front.
La majoria de les malalties minoritàries tenen un origen genètic, i, per això, són presents a tota la vida de la persona, encara que els símptomes no apareguin immediatament després del naixement. De totes maneres, moltes malalties d'aquest tipus apareixen ben aviat i aproximadament un 30 per cent dels infants amb malalties minoritàries moren abans de fer cinc anys. Un 50 per cent d'aquestes afeccions acaben en invalidesa o en algun tipus de discapacitat de les persones que les pateixen. No hi ha un únic nombre de casos amb un consens a partir del qual una malaltia és considerada minoritària. Una malaltia podria ser considerada minoritària en un determinat grup humà o en una part del món, però ser comuna en altres comunitats, llocs i/o moments.

## No hi ha una definició única
No hi ha una sola definició amplament acceptada del concepte. Algunes definicions només consideren el nombre de persones que viuen amb aquestes malalties, mentre que altres definicions inclouen altres factors com l'existència de tractaments adequats o la gravetat de la malaltia. Hi ha unes 7.000 malalties minoritàries que afecten a més de 300 milions d'individus arreu del món.
Als Estats Units, la Rare Disease Act of 2002 defineix malaltia minoritària només en referència a la seva prevalença com «qualsevol malaltia o condició que afecta menys de 200.000 persones als Estats Units o, aproximadament, a 1 de cada 1.500 persones».
Al Japó, la definició legal de malaltia minoritària és aquella que afecta a menys de 50.000 pacients o, aproximadament, a 1 de cada 2.500 persones del país. El Ministeri de Salut, Treball i Benestar d'aquest estat asiàtic va crear una plataforma nacional pel registre de malalties minoritàries l'any 2017.
En canvi, la Comissió Europea de Salut Pública defineix aquestes malalties com a «malalties que o bé amenacen la vida o bé debiliten crònicament el pacient amb una prevalença tan baixa que requereixen esforços combinats per al seu tractament». La baixa prevalença és posteriorment definida com a menor d'1 en 2.000 persones. Malalties que són estadísticament rares, però que no fan perillar la vida, no debiliten crònicament o tenen un tractament adequat són excloses de la definició.
Les definicions usades en la literatura mèdica i pels plans nacionals de salut segueixen més o manco aquestes pautes, amb definicions que varien entre 1/1.000 i 1/200.000.

## El problema més rellevant
Com el seu nom indica, és una malaltia minoritària, és a dir, afortunadament, la major part de la població no la pateix. Però això també ha comportat que hi hagi una falta de conscienciació social i el retard en l'inici d'una investigació mèdica eficaç i coordinada sobre aquest tipus de malaltia.
Per als pares i els afectats que pateixen aquesta malaltia, suposa una lluita diària contra la malaltia i contra la discriminació d'aquesta a l'hora d'investigar.
Tanmateix, no hi ha hagut un compromís social ni institucional per tal de reconèixer els aspectes singulars que comporten aquestes malalties i que han exclòs les persones que les pateixen d'un accés solidari, just i equitatiu als serveis i intervencions que precisen, tant sanitaris com socials.

## Relació amb les malalties òrfenes
Com que algunes definicions inclouen referències a la disponibilitat d'un tractament, a la manca de recursos o a la gravetat de la malaltia, algunes persones prefereixen el terme malaltia òrfena i l'usen com a sinònim de malaltia minoritària. El moviment dels «medicaments orfes» va començar als Estats Units.
Altres autors diferencien els dos termes. Per exemple, l'Organització Europea per les Malalties Rares (EURORDIS) engloba les malalties minoritàries i les malalties abandonades en una categoria major de malalties òrfenes.
La Orphan Drug Act dels Estats Units inclou com a malalties òrfenes les malalties minoritàries i no minoritàries «per a les quals no hi ha cap esperança raonable que el cost de desenvolupar i fer disponible als Estats Units un medicament per a aquesta malaltia sigui recuperat en les vendes als Estats Units d'aquest medicament».

## Prevalença
Més que la incidència (nombre de nous diagnòstics en un any determinat), la prevalença (nombre de persones que viuen amb una determinada malaltia en un moment donat) és l'eina més usada per descriure l'impacte de les malalties minoritàries.
La prevalença de les malalties minoritàries pot variar entre poblacions, ja que una malaltia que sigui minoritària en algunes poblacions pot ser comuna en d'altres. Això és així sobretot en els casos de malalties genètiques i de malalties infeccioses. Un exemple és la fibrosi quística, una malaltia minoritària: és rara a la major part d'Àsia però és relativament comuna a Europa i en poblacions descendents d'europeus. En comunitats més petites, l'efecte fundador pot provocar que una malaltia que és molt rara en el món sigui molt prevalent dins d'aquestes comunitats. La majoria de les malalties infeccioses són prevalents en una àrea geogràfica determinada però minoritàries a la resta del món. Altres malalties, com formes rares de càncer, no tenen un patró aparent de distribució i són simplement rares.

### Europa
L'Organització Europea de les malalties minoritàries (EURORDIS) estima que existeixen entre 5.000 i 7.000 malalties minoritàries diferents. Encara que cada malaltia individual és rara, el nombre sumat de persones que pateixen una d'aquestes malalties es troba entre el 6 i el 8 per cent de la població de la Unió Europea.
Devers 40 malalties minoritàries tenen una alta prevalença a Finlàndia; són conegudes col·lectivament com l'herència finlandesa.
A Europa s'ha fixat un límit epidemiològic per delimitar aquestes malalties fins a cinc casos per cada 10.000 habitants (és a dir 1 cas per cada 2.000 habitants), això representa un sostre fins a 250.000 casos o individus afectats per cadascuna d'aquestes malalties en els 27 estats membres de la Unió Europea. Per damunt d'aquest llindar es considera que són malalties convencionals i que per tant no necessiten polítiques i ajuts específics.
Avui dia, s'estima que a tot el món uns 300 milions de persones viuen amb algun tipus de malaltia minoritària. A la Unió Europea es considera que hi ha entre 30 i 35 milions d'afectats (dada equivalent a la població conjunta dels Països Baixos, Bèlgica i Luxemburg). A Espanya s'estima que els afectats superen els 3 milions i a Catalunya les dades reflecteixen més de 300.000 afectats.

## Característiques
Les malalties minoritàries són generalment genètiques, per tant, cròniques. Segons la base de dades d'Orphanet el 71,9 per cent d'aquestes malalties té un origen genètic. Altres malalties minoritàries són el resultat de parasitosis, infeccions víriques i de reaccions d'hipersensibilitat o deriven de trastorns neurodegeneratius, metabòlics, autoimmunitaris o neoproliferatius.
La classificació de la raresa d'una malaltia també depèn de la població estudiada. Totes les formes de càncer són rares entre infants, però algunes són comunes entre els adults i altres es veuen quasi excepcionalment en aquest grup etari, com ara el medul·loblastoma. La deficiència de fosfat isomerasa ribosa-5 és la malaltia minoritària menys freqüent, amb un únic cas publicat.
Els símptomes d'algunes malalties minoritàries poden aparèixer al moment del naixement o en la infantesa, mentre que d'altres només apareixen en l'etapa adulta. La síndrome ROHHAD (rapid-onset obesity with hypoventilation, hypothalamic dysfunction, autonomic dysregulation) és una de les malalties minoritàries més inusuals, amb uns 100 casos registrats fins ara. La seva etiologia és desconeguda i afecta a nens d'entre 1 i 7 anys. El 2021 només es coneixia un cas de síndrome ROHHAD diagnosticat en un individu adult.
Els estudis científics se centren en malalties minoritàries que són cròniques o incurables, com és el cas del trastorn del neurodesenvolupament CTNNB1, encara que algunes condicions mèdiques de curta durada també són considerades malalties minoritàries.

## Tractament
Hi ha dificultats per desenvolupar i comercialitzar medicaments destinats a tractar qualsevol d'aquestes malalties, atès el baix nombre d'afectats per cadascuna d'elles, sobretot si les xifres de possibles vendes es comparen amb les del conjunt d'individus que pateixen condicions mèdiques més prevalents i més comunes.
En aquestes condicions de mercat no es pot assegurar un retorn a les inversions que precisen el desenvolupament d'aquests medicaments denominats «orfes». Així doncs, la manca de tractaments és un dels reptes prioritaris dins l'agenda de la Unió Europea i de molts dels seus estats membres.
Actualment i després de gairebé més de 9 anys de funcionament el comitè té una xarxa de més de 500 experts i fins ara s'han designat a més de 600 medicaments orfes que estan en fase d'investigació, i d'aquests medicaments, uns 50 han rebut l'autorització de comercialització a la Unió Europea. El conjunt d'indústries farmacèutiques i biotecnològiques europees han demostrat un compromís en desenvolupar medicaments innovadors per al tractament d'aquestes malalties. També les empreses, i les indústries farmacèutiques espanyoles, i en particular la patronal del sector (Farmaindustria), fan recerca molt activa en aquest camp i han expressat el seu compromís en investigar i contribuir en la formació i informació d'aquests tractaments.

## Suport
L'Organització per a Malalties Rares dels Estats Units (NORD, de l'anglès National Organization for Rare Disorders) va ser fundada el 1983 per persones i famílies amb malalties minoritàries. El 1999 set associacions de malalties minoritàries de l'estat espanyol van unir-se i van fundar la Federación Española de Enfermedades Raras (FEDER), que el 2022 ja comptava amb 412 entitats entre els seus membres i hi estaven representades 1.523 malalties minoritàries. L'oficina de malalties minoritàries dels Instituts Nacionals de Salut dels Estats Units (NIH, de l'anglès National Institutes of Health) es va fundar el 2002. La H.R. 4014, signada el mateix dia, és la Rare Diseases Orphan Product Development Act. Iniciatives similars han estat proposades a Europa.
El primer Dia de les malalties minoritàries se celebrà a Europa i el Canadà el febrer del 2008 per sensibilitzar l'opinió pública per aquest tema. Se celebra el darrer dia de febrer dels anys de traspàs.